# Ángela Portero
Ángela María Portero Capdevila (Santiago de Compostela, 7 de marzo de 1966) es una periodista del corazón y escritora ligada, principalmente, a las cadenas Telecinco y Antena 3.

## Trayectoria
Nació en 1966 en Santiago de Compostela y creció en San Sebastián. Desde allí se trasladó a Madrid cuando llegó a la Facultad de Ciencias de la Información de Madrid. Estuvo en el Colegio Mayor Padre Poveda de Madrid.
Una vez acabada su carrera, obtuvo un máster en Comunicación de Masas en la Universidad Carleton en Ottawa, Canadá. Hizo otro máster en 2017 en comunicación y medios de TV en la  Universidad de Barcelona obteniendo su 2 máster en 2019.En la misma universidad cursó un año ESL (English as a second language). Comenzó a trabajar en 1989 como periodista en la agencia de noticias Edit Media Tv y de allí dio el salto a productoras como Tesauro TV. En 1991 forma parte de la plantilla de Canal Plus trabajando para un formato innovador, Lo + Plus.
En 1996 y después de varios años trabajando en Canal Plus y Antena 3, funda con su cuñada la periodista Paloma García-Pelayo la Agencia Korpa Televisión.
Ha colaborado en programas de televisión como Salsa Rosa, A tu lado, Día a Día, ¿Dónde estás corazón? o Sábado Dolce Vita.
En 2014 participó en la segunda edición del talent show Mira quién salta. Entonces ya era colaboradora habitual del programa  Sálvame y De buena ley esporádicamente.
En prensa ha sido colaboradora  de la Revista Sálvame y actualmente trabaja para el periódico La Razón.
En 2015, participa en la tercera edición del reality show Gran Hermano VIP, siendo una de las reservas del programa junto con Chari Lojo y logra llegar a la semifinal del formato. Es expulsada con 50,1% de los votos de la audiencia frente al 49,9% de Fede Rebecchi, consiguiendo el récord de tener la expulsión más igualada de la historia de Gran Hermano en España. Dura 42 días dentro la "Casa VIP".
Ha publicado cuatro libros, dos de ellos, con su propia editorial ,  Espejo de Tinta que fueron best seller: “Tú serás mi reina” y “Leonor, la princesa inesperada”. Antes había publicado con La Esfera de los libros, “Príncipe de corazones” dedicado a la vida amorosa del actual Rey de España.
Con la editorial Planeta publicó en 2006, “Ambición” sobre la trama de corrupción de Marbella que acabaría con Julián Muñoz e Isabel Pantoja en la cárcel.

## Programas de televisión
- Edit Media TV (1989-1990) como redactora.
- Zap Zap la Guía (1990-1991) como redactora.
- Lo más plus (1991-1993) como redactora.
- Burbujas (1993) como subdirectora.
- Va de vicio (1993) como redactora.
- Telemaratón (1993-1994) como redactora.
- El gran juego de la oca (1994-1995) como coordinadora de invitados.
- De buena mañana (2001-2002) como colaboradora.
- Día a día (2003) como colaboradora.
- Salsa Rosa (2002-2006) como colaboradora.
- A tu lado (2003-2006) como colaboradora.
- Sábado Dolce Vita (2006-2007) como colaboradora.
- Confidencial S.A. (2006) como colaboradora.
- La noria (2007-2012) como colaboradora.
- Tal Cual (2008-2010) como colaboradora.
- Espejo público (2011-2012) como colaboradora.
- Informe DEC (2011-2012) como colaboradora.
- ¿Dónde estás corazón? (2011-2012) como colaboradora.
- Vuélveme loca (2012) como colaboradora.
- De buena ley (2012-2014) como colaboradora.
- Sálvame (2012-2015) como colaboradora y presentadora de su propia sección 'Los Archivos Ocultos de Ángela Portero'.
- Sálvame Deluxe (2014-2015) como colaboradora y entrevistada.
- ¡Mira quién salta! (2014), como concursante (7.ª expulsada).
- Gran Hermano VIP (2015), como concursante (9.ª expulsada).
- Gran Hermano VIP: El debate (2016-2017), como colaboradora.
- Huellas de elefante (2019), como colaboradora.
- Viva la vida (2019-2020; 2022), como colaboradora.
- Ya es mediodía (2020-2023), como colaboradora.
- Ya son las ocho (2021-2022), como colaboradora.
- Julián Muñoz: no es la hora de la venganza, es la hora de la verdad (2022), como colaboradora.
- Maite Zaldivar: Maldita la hora. (2022), como colaboradora
- 10 Momentos. (2022), como colaboradora
- Así es la vida (2023), como colaboradora.
- La última noche (2023), como colaboradora.
- ¡De viernes! (2023-act.), como colaboradora.
- Bárbara Rey, mi verdad (2024), como colaboradora.

## Condena judicial
En 2011 fue condenada por el Tribunal Supremo por un reportaje sobre Juan Ramón Lucas. La sentencia del Alto Tribunal condenó a la productora del programa, Boomerang TV; a la directora, Sandra Fernández Hernández; a la entidad que obtuvo las imágenes, Aprok Imagen, y a la periodista Ángela María Portero a indemnizar solidariamente a Lucas con 50 000 euros por intromisión ilegítima en sus derechos a la intimidad personal y familiar.